# Francis Schaeffer
Francis Schaeffer, né le 30 janvier 1912 à Philadelphie et mort le 15 mai 1984 à Rochester, est un théologien évangélique, philosophe et pasteur presbytérien américain. Avec sa femme, Edith Schaeffer, née Seville, une auteure prolifique à part entière, il cofonda la communauté L'Abri en Suisse. Opposé au modernisme théologique (il préfère, par exemple, la pensée rationnelle ainsi que l'expérience religieuse aux déclarations doctrinales des chefs ou les traditions religieuses), Schaeffer promut que ce qu'il déclara fut une foi protestante davantage historique ainsi qu'une approche présuppositionnelle de l'Apologétique chrétienne, dont il croyait qu'elle répondrait aux questions de l'époque. 

## Biographie
D'origines allemande et anglaise, Francis Schaeffer naît le 30 janvier 1912 à Germantown, de Franz A. Schaeffer III et Bessie Williamson,. 
En 1935, Schaeffer reçoit une Mention honorifique (magna cum laude) de l'Université Hampden–Sydney. La même année, il se marie à Edith Seville, la fille de parents missionnaires chrétiens ayant été membres d'OMF International, fondée par Hudson Taylor. Schaeffer s'inscrit ensuite au Séminaire théologique de Westminster, et fut l'élève de Cornelius van Til et John Gresham Machen (Inerrance biblique). 
En 1937, Schaeffer muta au Séminaire théologique de Faith, octroyant le diplôme l'année suivante. Ce séminaire fut nouvellement formé, en conséquence de la séparation de l'Église presbytérienne américaine (désormais appelée Église presbytérienne orthodoxe) et l'Église presbytérienne biblique, une dénomination presbytérienne s'identifiant plus au fondamentalisme chrétien ainsi qu'au prémillénarisme. Schaeffer fut le premier étudiant à être diplômé ainsi que le premier à être ordonné au sein de l'Église presbytérienne biblique. Il fut pasteur en Pennsylvanie (à Grove City ainsi que Chester) et Saint-Louis. Schaeffer s'est finalement rangé du côté du synode de l'Église presbytérienne biblique de Columbus après la scission de la BPC Collingswood et de la BPC Columbus en 1956. La BPC Columbus s'est réorganisée en Église presbytérienne évangélique en 1961, et Schaeffer a suivi l'EPC dans l'Église presbytérienne réformée, synode évangélique lorsque le synode de Columbus de l'Église presbytérienne biblique a fusionné avec l'Église presbytérienne réformée, synode général en 1965, une dénomination qui fusionnerait avec l'Église presbytérienne en Amérique en 1982.
En 1948, la famille Schaeffer déménage en Suisse et établit en 1955 la communauté appelée L'Abri,. Servant à la fois en tant que colloque de philosophie et communauté spirituelle, L'Abri attira des milliers de jeunes personnes, et s'étendit en Suède, en France, aux Pays-Bas, au Canada, au Royaume-Uni ainsi qu'aux États-Unis.
Schaeffer reçut de nombreux diplômes honorifiques. En 1954, il devient docteur en théologie. En 1971, il devient docteur en lettres,. En 1982, John Warwick Montgomery le nomme docteur en droit, ce qui fut conféré en 1983 par la Trinity Law School, à Anaheim, en reconnaissance de ses écrits apologétiques ainsi que son ministère. 
Schaeffer meurt d'un lymphome le 15 mai 1984 à Rochester,. Il ouvrit une branche de l'Abri peu avant sa mort. La Schaeffer Academy, une école privée K-12 à Rochester, porte son nom. 

## Relations familiales
Dans Crazy for God, le fils de Schaeffer, Frank, présente un portrait de son père bien plus nuancée et multidimensionnel que sa personnalité publique ne laissait suggérer. Il déclare, par exemple, que les principales passions de Schaeffer dans sa vie ne furent ni la Bible ni la théologie mais plutôt l'art et la culture. "Et ce qui l'anima ne fut pas la théologie, mais la beauté". Le fils de Schaeffer proclame qu'il avait souvent des périodes où il déprimait, ainsi qu'un comportement verbalement et physiquement abusif à l'égard de sa femme, Edith. Ceux du cercle intime de L'Abri contestent le récit de Frank. Os Guinness, ayant vécu avec les Schaeffer, et fut un ami proche aussi bien de l'aîné que du cadet, qualifia Crazy for God de "caricature calomnieuse" et déclara, "Personne ne devrait prendre les allégations de Frank au pied de la lettre". 
Au commencement, Frank Schaeffer soutint les idées de son père ainsi que son programme politique, mais s'est depuis distancié de bon nombre de ces points de vue, se convertissant une première fois à l'Église orthodoxe, puis deviendra libéral et se définit lui-même comme "athée croyant en Dieu",,. 

## Apologétique
L'approche de Schaeffer sur l'apologétique chrétienne fut premièrement influencée par Herman Dooyeweerd, Edward John Carnell, ainsi que Cornelius van Til, or, il ne savait pas être un strict présuppositionaliste au sein de la tradition Van Tilliienne. Son approche de la culture fut grandement influencée par son amitié avec Hans Rookmaaker. Dans un article de The Bible Today datant de 1948, Schaeffer expliqua sa propre apologétique ainsi que la manière dont il traversa une voie médiane entre évidentialisme et le présuppositionalisme, faisant remarquer que "Si l'homme n'étant pas sauvé était cohérent, il serait athée, irrationnel, et complètement amoral au sens large". J. Budziszewski résume cet article concernant cette approche voie médiane en rédigeant : 
Les présuppositionalistes, il soutint, ont raison d'affirmer que les prémisses ultimes de la pensée systémique du chrétien et de l'anti-chrétien sont complètement en désaccord concernant leur origine. De l'autre côté, les évidentialistes ont raison d'affirmer que qu'entre la pensée systémique du chrétien et de l'anti-chrétien, il y a toujours un point de contact prenant la forme de la réalité elle-même. La raison de ce point de contact, il affirma, est que les non-croyants ne peuvent être amenés eux-mêmes à être totalement cohérents avec leurs propres présuppositions, et leur incohérence est une conséquence de ce que beaucoup appellent la grâce commune, et en fait la réalité de Dieu ayant réalisé, et parlé à travers, une création définie et inévitable. "Ainsi, illogiquement", il écrivit,
« Les hommes ont dans leurs conceptions du monde acceptées diverses quantités de ce qui est le nôtre. Or, aussi illogique que cela puisse paraître, cela est présent et nous pouvons y être appelés. »
Schaeffer en est venu à utiliser cette voie médiane à la base de sa méthode d'évangélisation qu'il appela "Démonter la toiture". Un exemple de Démonter la toiture en forme écrite peut se trouver dans l'ouvrage de Schaeffer, Death in the City. Nancy Pearcey décrit également deux livres de Schaeffer, Démission de la raison et The God Who Is There de cette manière :
« Dans ces ouvrages, Schaeffer explique l'histoire de la division en deux étages de la connaissance, souvent mentionnées en tant que séparation fait/valeur. Il décrit aussi sa méthode apologétique, celle-ci combinant les éléments de l'évidentialisme ainsi que du présuppositionalisme. »

### Influence de Rushdoony
Dans les années 1960, Schaeffer lut les ouvrages du théologien reconstructionniste R. J. Rushdoony, et selon Barry Hankins, "il est peu probable que la croyance de Schaeffer que les États-Unis ont été fondés à partir d'une base chrétienne vint en partie de Rushdoony". Schaeffer perdra cette ferveur puisque Rushdoony était postmillénariste (soutenant que la doctrine selon laquelle le royaume de Dieu sera bâti sur terre avant la seconde venue de Jésus) tandis que Schaeffer était prémillénariste (soutenant que le royaume de Dieu sera seulement annoncé avec la seconde venue). De plus, Schaeffer pensait que la méthode de Rushdoony exigerait une fusion de l'église et de l'état, à laquelle il s'opposait. Il soutint que les principes du droit civil de l'Ancien Testament furent en vigueur lors de la Nouvelle Alliance du Christ. Il rédigea "La loi morale [de l'Ancien Testament], évidemment, est cohérente, or, le droit civil ne fut seulement opérationnel que pour la théocratie de l'Ancien Testament. Je ne pense pas qu'il ait un signe de théocratie dans le Nouveau Testament jusqu'à ce que Jésus ne revienne en tant que roi". 

## Héritage
La Fondation Francis A. Schaeffer à Gryon, en Suisse, est dirigée par l'une de ses filles ainsi que ses beaux-fils en tant qu'alternative à petite échelle de l'association L'Abri, opérant encore à Ollon ainsi que dans d'autres endroits du globe. Le Séminaire théologique de l'Alliance établit l'Institut Francis A. Schaeffer, dirigé par un ancien membre de L'Abri, Jerram Barrs. L'objectif de cette école est de préparer les chrétiens à se montrer compatissants et à défendre raisonnablement ce qu'ils considèrent comme les prétentions du Christ sur toute la vie.
Selon Michael Hamilton de Christianity Today, « Peut-être qu'aucun intellectuel à part C. S. Lewis n'affecta la pensée des évangéliques plus profondément [que Francis Schaeffer] ; peut-être qu'aucun chef de cette période à part Billy Graham ne laissa une si grande empreinte au sein du mouvement dans son ensemble. »

### Mandat des Sept Montagnes
En 1975, avec ses confrères évangélistes Bill Bright (fondateur de Cru) et Loren Cunningham (fondateur de Jeunesse en mission), Schaeffer fut l'un des fondateurs de ce que l'on nommera plus tard le Mandat des Sept Montagnes. L'idée deviendra virale par le pasteur de l'Église Bethel, Bill Johnson, ainsi que Lance Wallnau, parmi tant d'autres. Le concept se concentre sur les chrétiens prenant le pouvoir de sept sphères d'influence sociétales : "la famille, la religion, l'éducation, les médias, l'art, l'économie, ainsi que le gouvernement",. 

### Activisme politique
On attribue à Francis Schaeffer le mérite d'avoir contribué à déclencher un retour à l'activisme politique parmi les évangéliques protestants ainsi que les fondamentalistes à la fin des années 1970 et au début des années 1980, tout particulièrement concernant l'avortement. Dans ses mémoires, Frank Schaeffer s'attribue le mérite d'avoir forcé son père à prendre position concernant l'avortement, que Francis Schaeffer considéra comme "trop politique". 

### Manifeste chrétien
En 1981, l'ouvrage A Christian Manifesto paraît et deviendra un sermon en 1982. Il est censé être une réponse chrétienne au Manifeste du Parti Communiste de 1848 ainsi qu'au Manifeste humaniste de 1933 et 1973. Le diagnostic que pose Schaeffer est que le déclin de la civilisation occidentale est due au pluralisme de la société, résultant en un "éloignement d'une vision du monde qui était au moins vaguement chrétienne dans la mémoire des gens... vers quelque chose de complètement différent". Schaeffer définit l'humanisme séculier comme étant la conception du monde où "l'homme est la mesure de toute chose". Il déclare que les critiques de la droite chrétienne ratent leur coup en confondant la "religion humaniste" avec l'humanitarisme, les humanités, ou l'amour des humains. Il décrit le conflit avec l'humanisme séculier comme une lutte dans laquelle "ces deux religions, le christianisme et l'humanisme, s'opposent entre elles en tant que totalités". Il écrit que le déclin de l'engagement à la vérité objective qu'il perçoit dans de nombreuses institutions de société n'est pas "en raison d'une conspiration, mais en raison de l'Église ayant abandonné son devoir d'être le sel de la culture". 
Un vrai chrétien en Allemagne nazie et en territoires occupés aurait dû défier l'État faux et contrefait ainsi que cacher ses voisins juifs des troupes SS allemandes. Le gouvernement avait abrogé son autorité, et il n'avait aucun droit de faire des demandes. 
Par la suite, il suggère que des tactiques similaires sont employées afin d'arrêter l'avortement. Or, Schaeffer déclare qu'il ne parle aucunement d'une théocratie :
« Les fonctionnaires de l'État doivent savoir que nous sommes sérieux concernant l'arrêt de l'avortement... Premièrement, nous devons préciser que nous ne parlons aucunement d'une quelconque forme de théocratie. Laissez-moi y mettre l'accent. Witherspoon, Jefferson, les Fondateurs Américains n'ont nul projet d'une théocratie. Il est rendu évident par le Premier Amendement, et nous devons continuellement insister sur le fait que nous ne parlons d'aucune sorte, ou de n’importe quelle sorte, de théocratie. »
Les reconstructionnistes Gary North et David Chilton furent très critiques vis-à-vis du Manifeste chrétien de Schaeffer. Ils suggérèrent que Schaeffer soutient le pluralisme puisqu'il perçoit le Premier Amendement comme la liberté de religion pour tous ; et rejetant eux-mêmes le pluralisme. Pointant du doigt les déclarations négatives que Schaeffer lança au sujet de la théocratie, North et Chilton expliquent ensuite la raison pour laquelle ils la promeuvent. Critiquant encore Schaeffer, ils écrivent : « Le fait reste que le manifeste du Dr Schaeffer n'offre aucune prescription en faveur d'une société chrétienne. Nous le mentionnons dans le seul but de le rendre clair, puisque nous ne savons pas si quelqu'un l'ait remarqué jusqu'à maintenant. Le même commentaire s’applique à tous les écrits du Dr Schaeffer : il n'énonce aucune alternative chrétienne. »

### Influence sur les conservateurs chrétiens
Des chefs conservateurs chrétiens tel que Tim LaHaye mentionnèrent Schaeffer comme ayant influencé leurs arguments théologiques exhortant la participation politique des évangéliques. 
Sara Diamond ainsi que Frederick Clarkson rédigèrent des articles identifiant l'origine de l'activisme de nombreux personnages clés au sein de la droite chrétienne à l'influence de Francis Schaeffer. Selon Diamond : "L'idée de prendre le pouvoir sur la société séculière gagna en popularité suite à la parution du Manifeste chrétien de Schaeffer en 1981. 290 000 exemplaires furent vendus lors de sa première année, et reste l'un des textes les plus fréquemment cités du mouvement". Diamond résume l'ouvrage ainsi que son importance à la droite chrétienne :
« Dans le Manifeste chrétien, l'argument de Schaeffer est simple. Les États-Unis commencèrent en tant que nation prenant racine sur les principes bibliques. Or, la société devenant de plus en plus pluraliste, avec chaque nouvelle vague d'immigrants, les partisans d'une nouvelle philosophie appelée humanisme séculier est progressivement venue à dominer le débat concernant les affaires politiques. Depuis que les humanistes placent le progrès humain, non Dieu, au centre de leur considération, ils ont poussé la culture américaine dans toutes sortes de directions impies, dont les résultats les plus visibles comprenaient l'avortement légalisé, ainsi que la laïcisation des écoles publiques. A la fin du Manifeste chrétien, Schaeffer appelle les chrétiens à la désobéissance civile afin de réinstaurer la moralité biblique, ce qui explique sa popularité avec des mouvements tel que Operation Rescue. Randall Terry mentionna Schaeffer comme étant une influence majeure de sa vie. »
Frederick Clarkson explique que cela a eu des applications pratiques :
« Francis Schaeffer est largement reconnu pour avoir fourni l'impulsion de l'action politique évangélique protestante contre l'avortement. Par exemple, Randall Terry, le fondateur d'Operation Rescue, déclare : "Vous devez lire le Manifeste chrétien de Schaeffer si vous désirez comprendre Operation Rescue." Schaeffer, un chef de longue date au sein de la dénomination dissidente du révérend Carl McIntire, l'Église presbytérienne biblique, fut un lecteur de la littérature Reconstructionniste, or, fut réticent à l'idée d'admettre son influence. En effet, Schaeffer ainsi que ses fidèles rejetèrent tout particulièrement l'application moderne de la loi de l'Ancien Testament. »,
Les analyses de Schaeffer en tant qu'influence intellectuelle majeure sur le Dominionisme peut se trouver dans les ouvrages d'auteurs comme Diamond et Chip Berlet,. D'autres auteurs s'opposent à une proche connexion avec le dominionisme, par exemple Irving Hexham de l'Université de Calgary, qui soutient que la position politique de Schaeffer fut interprétée à tort comme un plaidoyer des perceptions dominionistes de R. J. Rushdoony, étant un reconstructionniste chrétien. Hexham indique que la philosophie essentielle de Schaeffer dérive de Herman Dooyeweerd, non de Rushdoony, et que Hans Rookmaaker introduit Schaeffer à ses écrits. Dooyeweerd était un juriste et philosophe néerlandais, suivant les pas du néocalviniste Abraham Kuyper.
La membre du Congrès ainsi que candidate aux Primaires présidentielles du Parti républicain américain de 2012 Michele Bachmann cita la série documentaire de Schaeffer How Should We Then Live? comme ayant une "influence profonde" sur sa vie et celui de son époux Marcus. 

## Ouvrages
Francis Schaeffer rédigea une vingtaine d'écrits, couvrant un large éventail de sujets. Ils peuvent se diviser approximativement en cinq parties :
- A Christian View of Philosophy and Culture : les trois premiers ouvrages de ce volume sont connus comme étant la "trilogie" de Schaeffer, posant les fondements apologétiques, philosophiques, épistémologiques et théologiques de toute son œuvre. 
  - The God Who Is There : Parle de l'existence et la pertinence de Dieu, la manière dont l'homme moderne s'en est éloigné, ainsi qu'à ne plus y croire, Dieu comme étant révélé dans la Bible.
  - Démission de la raison : La manière dont le rejet du Dieu biblique amène l'homme à perdre le contact avec la réalité et la raison.
  - He Is There and He Is Not Silent : La manière dont Dieu parle à l'homme à travers la Bible sur les trois branches philosophiques fondamentales : la métaphysique, la moralité, et l'épistémologie.
  - Back to Freedom and Dignity : Une réponse au Par delà la liberté et la dignité de Burrhus Frederic Skinner, affirmant que la liberté et la dignité de l'homme sont données par Dieu et ne peuvent donc pas être laissés de côté sans conséquences désastreuses.